# Annick Segal
Annick Segal (Mortsel, 21 december 1960) is een Vlaamse actrice. Ze studeerde aan de Studio Herman Teirlinck. Sindsdien werkte ze voor diverse gezelschappen, zoals de KNS, Arena, Toneelgezelschap Ivonne Lex, het Reizend Volkstheater en het Limburgs Projekt Theater. Naast haar acteursopleiding volgde Annick nog een opleiding in klassiek ballet, moderne dans en salondans.
Haar bekendste rol is die van Rosa Verbeeck in Thuis, waarin ze al vanaf de beginjaren (1995) meespeelt.
Ze had eveneens een gastrol in reeks 18 van F.C. De Kampioenen (2007-2008) als afgevaardigde van de middenstandsbond Andrea Uyttersprot.
Op 8 september 2011 kondigde Qmusic haar overlijden aan na een ongeval met een paard. Dit was via sms binnengekomen, maar na onderzoek bleek dat het om een internethoax ging die al eerder opgedoken was in 2010.
Ze is getrouwd, heeft twee kinderen en woont in Merksem.